# Jörg Stübner

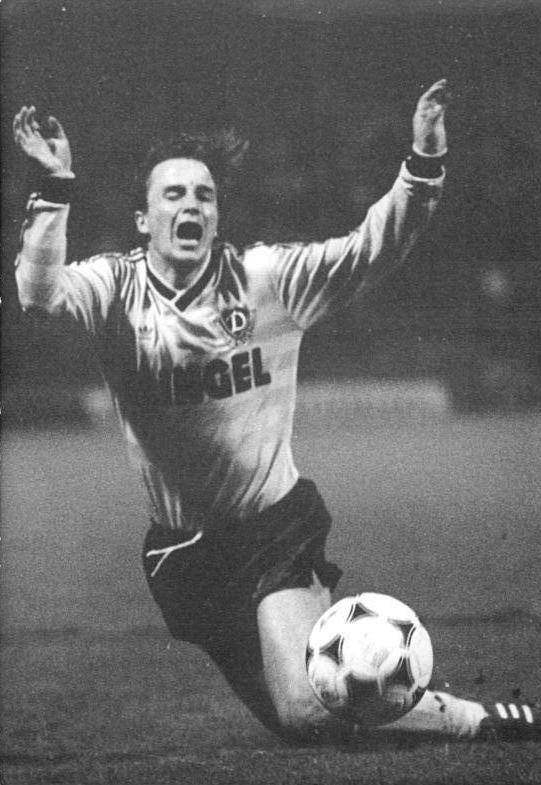
Sturz Stübners bei der 0:4-Niederlage gegen den FC Carl Zeiss Jena am 23. März 1990

Jörg Stübner (* 23. Juli 1965 in Freiberg; † 24. Juni 2019 in Dresden) war ein deutscher Fußballspieler. Er spielte 47-mal für die Nationalmannschaft der DDR.

## Karriere

### Vereine
Der im Bezirk Karl-Marx-Stadt geborene Stübner begann 1973 bei der BSG Motor Halle Fußball zu spielen und wurde 1979 zur SG Dynamo Dresden delegiert, bei der er, dem Jugendbereich entwachsen, ab 1983 als Mittelfeldspieler in 177 DDR-Oberliga-Spielen 14 Tore schoss. Mit Dresden wurde Stübner zweimal Meister (1988/89 und 1989/90) und dreimal FDGB-Pokalsieger. In der Saison 1988/89 erreichte die Mannschaft erstmals das Halbfinale eines europäischen Pokalwettbewerbs, scheiterte im Halbfinale aber am VfB Stuttgart. Insgesamt bestritt Stübner 29 Europacupspiele, in denen er zwei Tore erzielen konnte. Nach der Wende wollte Stübner unbedingt in Dresden bleiben und schlug lukrative Angebote aus. Jedoch gelang es ihm nicht, an seine alten Leistungen anzuknüpfen. Durch Verletzungen mehrfach zurückgeworfen, absolvierte er lediglich fünf Spiele in der 1. Bundesliga. Alkoholprobleme führten schließlich im Sommer 1993 zu seiner Kündigung durch Dynamo. Eduard Geyer holte ihn daraufhin zum FC Sachsen Leipzig. Doch weder dieses Engagement noch die folgenden Gastspiele beim FC Neubrandenburg und dem SV Eresburg-Obermarsberg (unter seinem ehemaligen Mannschaftskameraden Matthias Döschner) waren von längerer Dauer; spätere Comeback-Versuche beim VfL Pirna-Copitz oder dem VfB Sangerhausen scheiterten ebenfalls.

### Nationalmannschaft
Seine ersten dokumentierten Auswahlschritte unternahm Stübner in der DDR-Jugendnationalelf Anfang der 1980er Jahre. Mit dieser scheiterte er in der Zwischenrunde der U-16-EM 1982 am westdeutschen Pendant. Der talentierte Dynamo-Akteur stand als 18-Jähriger nach 14 Juniorenländerspielen im Herbst 1983 für die ostdeutsche U-21-Auswahl auf dem Platz.
Bereits nach acht Einsätzen in der Nachwuchself gelang ihm der Weg in die DDR-A-Nationalmannschaft, in der Stübner bis zu deren Abschied im September 1990 in 47 Partien auflief. Im WM-Qualifikationsspiel am 17. November 1984 gegen Luxemburg (5:0) gab er sein Debüt für die A-Nationalmannschaft. Sein letztes Auswahlspiel bestritt er am 12. September 1990 beim 2:0-Auswärtssieg gegen Belgien in Brüssel; es war das letzte A-Länderspiel der DDR-Nationalmannschaft. Neben 30 Freundschaftsländerspielen war Stübner auch in zwölf WM- und fünf EM-Qualifikationsspielen dabei, wobei er sowohl 1986 und 1990 (Fußball-Weltmeisterschaft) als auch 1988 (Fußball-Europameisterschaft) die Endrunde mit der Auswahl der DDR verpasste. Seinen einzigen Treffer erzielte er am 13. April 1988 in einem Freundschaftsspiel gegen die bulgarische Nationalmannschaft (1:1) in Burgas.

## Sonstiges
Jörg Stübner erlernte den Beruf eines Maschinen- und Anlagenmonteurs. Mit den sportlichen und sozialen Folgen der Wendezeit und dem Leben im wiedervereinten Deutschland kam er schlechter zurecht als viele seiner früheren Mannschaftskameraden aus der Dynamo-Glanzzeit Ende der 1980er Jahre. Ohne die gewohnte Betreuung durch die Sportgemeinschaft und ohne Berater scheiterte Stübner an den Anforderungen des gesamtdeutschen Profifußballs. Er hatte zunehmend gesundheitliche und soziale Schwierigkeiten.
Er lebte in Dresden und starb dort am 24. Juni 2019 in der Wohnung laut seiner Mutter an Herzversagen.